# Эттер, Александр Павлович
Эттер, Александр Павлович (1831—1902) — тайный советник.
Родился в Выборге 13 (25) июня 1831 года в семье генерал-майора Павла Васильевича фон Эттера.
В 1852 году окончил Императорское училище правоведения. Коллежский советник со 02.06.1872, статский советник с 23.12.1873, действительный статский советник со 02.04.1883. В тайные советники был произведён 28 февраля 1896 года при выходе в отставку. 
Служил чиновником особых поручений при министре-статс-секретаре Великого княжества Финляндского. С 28 апреля 1861 года — камер-юнкер.
Умер в Санкт-Петербурге 4 (17) марта 1902 года. Похоронен в Выборге.